# سیارک ۱۴۷۳۴
سیارک ۱۴۷۳۴ (به انگلیسی: 14734 Susanstoker، نامگذاری:2000DZ78) چهارده هزار و هفتصد و سی و چهارمین سیارک کشف شده‌است که در ۲۹ فوریه ۲۰۰۰ کشف شد.
قدر مطلق سیارک برابر ۱۴.۱ است.